# Соколовский, Анатолий Александрович
Анатолий Александрович Соколо́вский (псевдоним, наст. фамилия — Синицын, 1934—2011) — советский и российский актёр театра и кино, заслуженный артист РСФСР, член СТД РФ (1976).

## Биография
Поступал сначала в Ленинградскую консерваторию, но затем перешёл в Ленинградский театральный институт имени А. Н. Островского, который и окончил в 1960 году.
Соколовский играл во многих театрах Советского Союза: Театр имени Ленсовета (1960—1961), Новосибирский драматический театр «Красный факел» (1961—1962), Русский драматический театр (Таллин, 1962—1966), Русский драматический театр (Вильнюс, 1966), Ленинградский театр Ленинского комсомола (1966—1967), Ереванский русский драматический театр имени Константина Станиславского (Ереван, 1968—1970), Ленинградский театр драмы и комедии (1970—1971), Московский театр имени Гоголя (1971—1972), Ленинградский областной драматический театр малых форм (1973), Русский драматический театр Карельской АССР (Петрозаводск, 1974—1977), Мурманский областной драматический театр (1977—1981).
С 1981 года играл на сцене Ярославского академического орденов Октябрьской Революции и Трудового Красного Знамени драматического театра имени Ф. Г. Волкова (ныне — Российский академический театр драмы им. Ф. Волкова).
В конце 1990-х годов начал пробовать себя в кино.
Скончался Анатолий Александрович 24 марта 2011 года, похоронен на Леонтьевском кладбище в Ярославле.